# Путешествие мсье Перришона
«Путешествие мсье Перришона» — советский музыкальный художественный фильм, снятый режиссёром Маргаритой Микаэлян на киностудии «Мосфильм» в 1986 году.
Экранизация водевиля французского драматурга Эжена Лабиша.

## Сюжет
За руку и сердце очаровательной дочери спесивого каретника мсье Перришона борются два соперника: честный Арман и стремящийся захватить богатое приданое Даниэль. Красавица тоже не прочь закрутить роман, только пока не поняла, кто из двоих ей больше нравится. Она решает проверить их в деле, и герои фильма отправляются в Альпы вслед за семейством Перришонов.
В горах они ищут клад и здесь же ухаживают за девушкой. Ближе к финалу станет ясно, кто из женихов завиднее.

## В ролях
- Олег Табаков — мсье Перришон, каретник
- Татьяна Васильева — мадам Перришон
- Татьяна Догилева — Анита
- Марина Зудина — Анриэтта
- Михаил Зонненштраль — Арман Дерош
- Игорь Скляр — Даниэль Савари
- Валентин Гафт — майор Матье
- Александр Филиппенко — мсье Иммерталь
- Екатерина Васильева — мадам Дюпре
- Авангард Леонтьев — Жан, слуга мсье Перришона
- Борис Санкин — мсье Пинкль
- Вадим Александров — служащий мадам Дюпре
- Сергей Газаров — служащий мсье Перришона
- Василий Делявский — носильщик
- Людмила Дмитриева — продавщица книг на вокзале
- Александр Мохов — Жозеф, адъютант майора

Помимо актёров, снимавшихся в фильме, песни исполняет Раиса Саед-Шах. Тексты песен — Юрия Ряшенцева.